# Ері (озеро)
Е́рі, І́рі (англ. Erie, МФА: [ˈɪri], фр. Érié) — озеро в Канаді та США, 4-те за площею у групі Великих озер і 5-те за об'ємом. Озеро називається за індіанським плем'ям Ері, яке проживало на його південному узбережжі.

## Географія
Озеро Ері (42°30′ пн. ш. 81°00′ зх. д. / 42.500° пн. ш. 81.000° зх. д.) має середню висоту 174 м над рівнем моря. Має площу 25 745 км², 388 км завдовжки і 92 км завширшки.
Озеро є наймілководнішим із Великих озер із середньою глибиною 19 м і з найбільшою глибиною 64 м.
Озеро Ері насамперед живиться річкою Детройт (з озера Гурон та озера Сент-Клер) і скидає воду через річку Ніагара та Ніагарський водоспад в озеро Онтаріо. Навігація вниз за течією забезпечується каналом Велланд, частиною Морського шляху Св. Лаврентія. Інші великі притоки озера Ері є Ґранд-Рівер, Гурон, Маумі, Сандаскі й Каягоґа.
Американські штати Огайо, Пенсільванія і Нью-Йорк розташовані на півдні озера Ері. Мічиганська низовина на заході, а канадська область Онтаріо лежить на півночі.
Головні порти: Ері, Баффало, Клівленд.

## Гідрологія
Озеро Ері має час оновлення озера 2,6 року, що є найкоротшим з усіх Великих озер.
Як і інших Великих озерах, рівень Ері коливається залежно від сезонів року, з найнижчими рівнями в січні й лютому, і найвищими — у червні або липні. Його середні щорічні рівні також змінюються залежно від довгострокових змін опадів, з рівнями, падають протягом посухи і підвищує протягом періодів незвичайно великих опадів.

## Геологія
Озеро Ері сьогоденні береги має менш 4000 років, це вельми короткий геологічний час. До цього цей терен, на якому зараз знаходиться озеро пережив кілька складних етапів. Понад два мільйони років тому великий низовинний басейн утворився в результаті дії річки, що існувала задовго до плейстоценової льодовикової ери. Ця древня дренажна система була зруйнована першим великим льодовиком у цьому районі при одночасному поглибленні й розширенні долини, через що стало можливим утворення озера. Льодовики більше зробили перетворення на східному краї низовини, через те що підмурівок складається зі сланцю, який набагато м'якший, ніж карбонатні породи на західній стороні. Через це східна частина сучасного озера набагато глибша, ніж західна частина, яка в середньому лише має 8 метрів глибини. Озеро Ері має найменші глибини серед Великих озер, оскільки льодовик не був настільки потужний дійшовши далеко на південь.
Тричі льодовики за часів плейстоцену займали цей терен, і кожен раз утворювались озера в інтергляціали. Кожне озеро мало різний об'єм і їх береги мали різні висоти. Останнє з цих озер — озеро Воррен, існувало 13—12 тис. років тому. Воно було глибше за сьогоденне озеро Ері, його берегова лінія існувала в восьми милях від сьогоденного.